# BVG Gelenkwagen-Züge
Bei den Gelenkwagen-Zügen (ab 1934: TG 29, zuletzt TG 29/38/51) handelte es sich um zwei für die Berliner Straßenbahn beschafften Gelenkwagen mit schwebendem Mittelteil. Von den beiden Exemplaren wurde der Wagen 6212 nach dem Zweiten Weltkrieg ausgemustert, der Wagen 6211 war noch bis 1967 im West-Berliner Teilnetz der Berliner Verkehrsbetriebe (BVG) im Einsatz und ist ausstellungsfähig erhalten geblieben. Ähnliche Fahrzeuge wurden 1928 nach Dresden (Wagen 2501 und 2502) und Leipzig (Wagen 1400). Der Leipziger Wagen wurde später nach Dresden abgegeben, dort erhielt er die Wagennummer 2503. Die beiden Wagen waren die ersten Gelenkwagen, die in Berlin zum Einsatz kamen und während ihrer Einsatzzeit auch die längsten Fahrzeuge des Betriebes.

## Entwicklung
Zur Verringerung des Personalbedarfs an Schaffnern bestellte die BVG kurz nach ihrer Gründung die beiden Gelenktriebwagen bei Christoph & Unmack in Niesky. Die Wagen entsprachen von ihrer Kapazität her etwa einem Zug aus je einem zweiachsigen Trieb- und Beiwagen und sollten, da durchgängig begehbar, nur die Besetzung mit einem Schaffner erfordern. Die als Zweirichtungsfahrzeuge ausgelegten Wagen verfügten auf jeder Seite an den Endplattformen über je zwei einflügelige Schiebetüren mit einer lichten Weite von 750 Millimetern sowie einer zweiflügeligen Schiebetür mit 1400 Millimetern lichter Weite im Mittelteil. Im vorderen und hinteren Teil waren jeweils 30 Sitzplätze in Längs- sowie in Querrichtung 2+1 angeordnet. Im Mittelteil gab es aufgrund der Türen keine Sitzplätze.

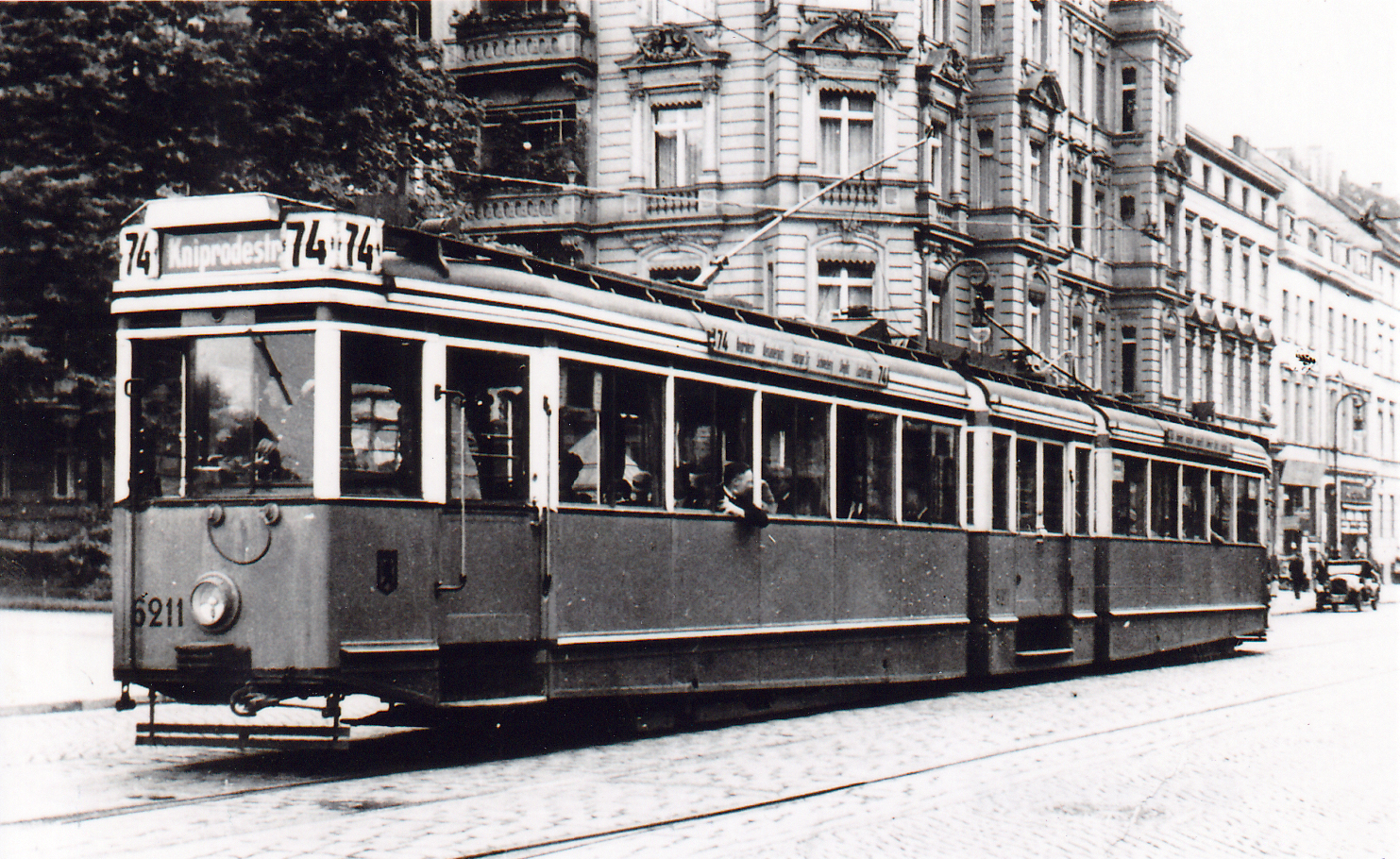
Tw 6211 im ursprünglichen Zustand auf der Linie 74 am Königstor, um 1937

Angetrieben wurden die Wagen von vier in den Laufgestellen aufgehängten Fahrmotoren mit Kardanantrieb. Die Stangenstromabnehmer befanden sich jeweils auf den Endwagenkästen. Wegen der großen Gesamtlänge des Fahrzeuges wurden zwei Stromabnehmer eingebaut.
Der Einsatz der beiden Fahrzeuge begann ab dem 25. Februar 1930 auf der Linie 177 zwischen Bahnhof Zoo und Teltow (Tw 6212) sowie ab dem 26. Februar 1930 auf der Linie 74 zwischen Kniprodestraße und Lichterfelde (Tw 6211). Die Wagen mit nur einem Schaffner zu besetzen, erwies sich wegen des Fahrgastandranges als nicht praktikabel. In den Wagen wurde Fahrgastfluss eingeführt, die Fahrgäste stiegen durch die breitere Mitteltür ein. Jede Wagenhälfte wurde von einem Schaffner bedient. Zusätzlich zur nicht möglichen Personaleinsparung führten technische Schwierigkeiten mit den Kardanantrieben dazu, dass ein Weiterbau unterblieb. 1939 wurden die Wagen zum ersten Mal umgebaut. Die Kardanantriebe wurden durch Fahrmotoren in Tatzlageranordnung ersetzt, außerdem erhielten die Wagen die Zweifachsteuerung der TM 33 und TM 36. Die BVG-Typenbezeichnung änderte sich mit dem Umbau in TG 29/38 bezeichnet.
Nach dem Zweiten Weltkrieg wurde der Wagen 6212 aufgrund von Kriegsschäden ausgemustert. Der Wagen 6211 gelangte bei der Verwaltungstrennung zur BVG-West. 1952 wurde er nach Auslieferung der beiden Einrichtungstriebwagen vom Typ TED 52 in der Hauptwerkstatt der U-Bahn in der Seestraße ebenfalls für den Einrichtungsbetrieb umgerüstet. Der hintere Führerstand wurde entfernt, die Türen auf der linken Seite blockiert und die Trittkästen abgedeckt sowie die beiden Stangenstromabnehmer durch einen Scherenstromabnehmer auf dem ersten Wagenteil ersetzt. Nach diesem Umbau führte ihn die BVG als TG 29/38/51. Ähnlich wie bei den TED 52 sollte im Wagen 6211 der Fahrgastfluss optimiert werden. Der Einstieg sollte durch die hintere Tür erfolgen und die Fahrgäste von einem Sitzschaffner abgefertigt werden. Da bei erhöhtem Fahrgastandrang auch weiterhin mit Komplikationen gerechnet wurde, die sich bereits bei den TED 52 gezeigt hatten, gelangte der Wagen zunächst nicht in den regulären Fahrgastbetrieb. Erst, nachdem der Schaffnerplatz wieder ausgebaut worden war, wurde der Wagen ab 1957 auf der Linie 75E eingesetzt. Diese Linie war für den Einsatz von Einrichtungswagen geeignet. Wie vorher wurden zwei Schaffner, einer je Wagenhälfte, eingesetzt.
Das Fahrzeug blieb bis zur Einstellung der Straßenbahn in West-Berlin im Jahr 1967 im Einsatz und gelangte anschließend in den historischen Fahrzeugbestand der BVG-West. 1993 übernahm der Denkmalpflegeverein Nahverkehr Berlin den Triebwagen und behält ihn als ausstellungsfähiges Stück vor.